# Комсомольское сельское муниципальное образование
Комсомольское сельское муниципальное образование — сельское поселение в Черноземельском районе Калмыкии.
Административный центр — посёлок Комсомольский.

## География
Комсомольское СМО расположено в центральной части Черноземельского района и граничит:
- на севере — с Яшкульским районом;
- на западе — с Адыковским СМО;
- на юго-западе — с Прикумским СМО;
- на юге — с Кумским СМО и
- на востоке — с Нарын-Худукским СМО Черноземельского района.

### Климат
Климат Комсомольского СМО резко континентальный. Лето жаркое, сухое, зима малоснежная, короткая. Самый теплый месяц — июль (средняя месячная температура воздуха +25,5˚С). Абсолютный максимум в отдельные годы достигает +41 С. Самый холодный месяц — январь со среднемесячной температурой −5,1˚С. Абсолютный минимум опускается до −33˚С. Среднегодовая температура воздуха положительная и равна +9,9˚С. Продолжительность безморозного периода составляет 175—200 дней.
Количество осадков на территории СМО ничтожно мало в течение всего года. Отсутствует значительные колебания осадков от месяца к месяцу, однако несколько заметен рост осадков в январе- феврале и мае-июне, при этом суммы летних осадков немного превышают зимние и составляют 50-60 % годовой нормы. Сумма осадков за теплый период составляет 153—178 мм (с апреля по октябрь), а испаряемость за этот же период равна 806—1031 мм, то есть в 2-3 раза выше осадков.
В зимнее время осадки выпадают в виде снега и отличаются большой продолжительностью, но малой интенсивностью. Снежный покров появляется в первой декаде декабря со средней высотой 3-8 см. Снежный покров, как правило, не устойчив. Часто повторяющиеся оттепели приводят иногда к оттаиванию его на большей части территории Комсомольского СМО. Зимой бывает до 50 дней с оттепелями.

### Гидрография
Гидрографическая сеть развита слабо. Территория Комсомольского СМО слабо обеспечена водными ресурсами, пригодными для потребительских и хозяйственных целей. По степени минерализации преобладают солоноватые воды с минерализацией 4,0-9,0 г/л.

### Минерально-сырьевые ресурсы
На территории Комсомольского СМО расположены месторождения нефти: Надеждинское (32,91 га), Дорожное (5,4 га).

## Население
| 2002  | 2010  | 2011  | 2012  | 2013  | 2014  | 2015  |
| ----- | ----- | ----- | ----- | ----- | ----- | ----- |
| 4224  | ↗4804 | ↘4800 | ↘4739 | ↘4670 | ↘4639 | ↗4658 |
| 2016  | 2017  | 2018  | 2019  | 2020  | 2021  |       |
| ↘4636 | ↘4619 | ↘4575 | ↘4544 | ↘4503 | ↘4427 |       |

По данным на 01 января 2012 года население СМО составило 5099 человек. Демографическая ситуация в целом стабильна, последние десятилетия наблюдается естественный и миграционный прирост населения. В 2012 году удельный вес населения рассматриваемого муниципального образования в общей численности населения Черноземельского района составил порядка 39 %.
Большая часть населения проживает в посёлке Комсомольский. Посёлок Озёрный населения не имеет.

### Национальный состав
По состоянию на начало 2012 года в Комсомольском СМО проживают представители 26 различных национальностей. Основную часть населения составляют калмыки (82 %), русские (8 %), даргинцы (3 %), чеченцы (3 %), казахи (2 %).

## Состав сельского поселения
| № | Населённый пункт | Тип населённого пункта          | Население |
| - | ---------------- | ------------------------------- | --------- |
| 1 | Комсомольский    | посёлок, административный центр | ↘4261     |
| 2 | Лагань           | посёлок                         | ↘24       |
| 3 | Озёрный          | посёлок                         | ↘0        |
| 4 | Халтрын-Бор      | посёлок                         | ↘106      |

## Экономика
Сельское хозяйство специализировано на овцеводстве шерстно-мясного направления и скотоводстве мясного направления. На территории Комсомольского СМО действуют сельскохозяйственный производственный кооператив им. Ю. А. Гагарина и ряд крестьянских фермерских хозяйств.
Промышленное производство на территории Комсомольского СМО имеет черты моноспециализированности, и представлено в первую очередь предприятиями нефтяной промышленности, осуществляющими добычу и транспортировку нефти и сопутствующих нефтепродуктов.
В посёлке Комсомольском расположены большинство предприятий торговли и общественного питания Черноземельского района.